# Malthonea phantasma
Malthonea phantasma är en skalbaggsart som beskrevs av Martins och Maria Helena M. Galileo 1995. Malthonea phantasma ingår i släktet Malthonea och familjen långhorningar. Inga underarter finns listade i Catalogue of Life.